# 백성수
백성수(白聖洙, ? ~ ?)는 대한제국과 일제강점기의 경찰로, 전라북도 지역에서 의병운동 진압에 참가했다. 본관은 수원이다.

## 생애
출신지와 생몰년 등 정확한 신상은 알려져 있지 않다. 대한제국 시기에 통감부 소속의 경부와 전주경찰서의 판임관으로 근무했다.
1908년 임실 등 전북 일대를 주무대로 활동하던 이석용의 부대를 진압하기 위해 의병토벌대를 조직하여 작전을 펼쳤고, 전투 끝에 이석용의 부관 김화서를 사로잡았다. 1909년에는 이석용 의병부대의 황성삼과 전라북도 옥구 지역의 의병장인 정홍기를 체포했다. 전북 순창에서 양인숙 의병대 소속으로 활동했던 김성길의 재판 기록에는 백성수가 심문한 내용이 증거로 올라와 있다.
1910년 한일 병합 조약이 체결된 후에는 조선총독부 소속의 정읍경찰서 경부(1910년 ~ 1913년), 줄포경찰서 경부(1914년)를 차례로 지냈고, 1912년 일본 정부가 한일합방에 공을 세운 사람들에게 준 한국병합기념장을 받았다.
2006년 친일반민족행위진상규명위원회에서 공식 발표한 일제강점기 초기의 친일반민족행위 106인 명단에 포함되었다. 2008년 발표된 민족문제연구소의 친일인명사전 수록예정자 명단에도 선정되었다.

## 참고자료
- 친일반민족행위진상규명위원회 (2006년 12월). 〈백성수〉 (PDF). 《2006년도 조사보고서 II - 친일반민족행위결정이유서》. 서울. 527~533쪽쪽. 발간등록번호 11-1560010-0000002-10. 2007년 10월 8일에 원본 문서 (PDF)에서 보존된 문서. 2007년 8월 18일에 확인함.